# Čuna
Čuna (rusky Чуна), na horním toku se nazývá Uda (rusky Уда), je řeka v Irkutské oblasti a v Krasnojarském kraji v Rusku. Je dlouhá 1 203 km. Povodí řeky má rozlohu 56 800 km².

## Průběh toku
Pramení na Udinském hřbetu v pohoří Východní Sajany. Na horním toku teče v úzké mezihorské dolině, níže pak pokračuje přes Středosibiřskou pahorkatinu, kde protíná sopečné horniny a vytváří peřeje Ťumeněc, Voron, Arakan a Kosoj. Je pravou zdrojnicí Tasejevy (povodí Jeniseje).

## Vodní režim
Zdrojem vody jsou především dešťové srážky a velké zastoupení mají rovněž sněhové srážky. Průměrný roční průtok vody činí 300 m³/s. Zamrzá na konci října až v listopadu a rozmrzá na konci dubna až v květnu.

## Využití
Řeka je splavná pro vodáky a je na ní také možná místní vodní doprava. Leží na ní město Nižněudinsk.